# Allophyes onsoleta
Allophyes onsoleta là một loài bướm đêm trong họ Noctuidae.